# The Golden Man
The Golden Man è un'antologia del 1980 che raccoglie alcuni racconti di fantascienza dello scrittore statunitense Philip K. Dick. In Italia l'antologia esce in due parti nella collana fantascientifica Urania, con i titoli Non saremo noi (n. 896) e Piccola città (n. 897). Alla fine delle rispettive parti, c'è una "Nota ai racconti" scritta dall'autore stesso.

## Racconti

### Non saremo noi
- La macchina (The Unrecostructed M, 1956)
- Partita di ritorno (Return Match, 1966)
- Il Re degli Elfi (The King of the Elves, 1953)
- Yancy (The World of Yancy, 1955)
- Legatura in pelle (Not By Its Cover, 1968)
- I seguaci di Mercer (The Little Black Box, 1964)
- Non saremo noi (The Golden Man, 1954)

### Piccola città
- L'ultimo dei capi (The Last of the Masters, 1954)
- Il fattore letale (Meddler, 1954)
- Giocate e vincete (A Game of Unchance, 1964)
- Vendete e moltiplicatevi (Sales Pitch, 1954)
- Bacco, tabacco e... Fnools (The War with the Fnools, 1968)
- Il gatto (Precious Artifact, 1964)
- Le pre-persone (The Pre-Persons, 1974)
- Piccola città (Small Town, 1954)